# Ernani
Ernani o El honor castellano es una ópera en cuatro actos con música de Giuseppe Verdi y libreto de Francesco Maria Piave, sobre el drama Hernani de Victor Hugo. Fue estrenada en el Teatro la Fenice, de Venecia, el 9 de marzo de 1844. Esta ópera tuvo éxito desde el principio, especialmente por su riqueza de melodías.
El Ernani de Verdi está basado en la exitosa obra de teatro de Victor Hugo (titulada Hernani en la versión original en francés), obra que había introducido el Romanticismo en París, derrotando las convenciones del teatro clásico francés.
Para el final de la ópera, Verdi compuso un trío que creía mejoraba el original de Hugo, en cuanto que la acción podía desarrollarse más rápidamente hasta alcanzar su culminación. Aquí, Ernani, Silva y Elvira se enfrentan. Silva reclama la vida de Ernani, mientras Elvira le pide compasión y Ernani reniega de su destino.
Esta ópera se representa poco en la actualidad; en las estadísticas de Operabase aparece la n.º 154 de las óperas representadas en 2005-2010, siendo la 48.ª en Italia y la 16.ª de Verdi, con 20 representaciones en ese período.

## Personajes
| Personaje                                             | Tesitura | Reparto el 9 de marzo de 1844 Director: |
| ----------------------------------------------------- | -------- | --------------------------------------- |
| Ernani (noble proscrito)                              | tenor    | Carlo Guasco                            |
| Elvira (prometida de Ernani)                          | soprano  | Sophie Loewe                            |
| Don Carlos (Emperador Carlos V)                       | barítono | Antonio Superchi                        |
| Ruy Gómez de Silva (enamorado de Elvira)              | bajo     | Antonio Selva                           |
| Giovanna (doncella de Elvira)                         | soprano  | Laura Saini                             |
| Don Riccardo (escudero de Don Carlos)                 | tenor    | Giovanni Lanner                         |
| Yago (escudero de Silva)                              | bajo     | Andrea Bellini                          |
| Ciudadanos, bandidos, sirvientes, nobles, damas, etc. |          |                                         |

## Valor musical y dramático
Verdi, después de I Lombardi, quiso avanzar hacia un nuevo objetivo: la creación de personajes con caracteres psicológicamente más elaborados. Para intentar alcanzar su deseo, solicitó de su nuevo libretista Francesco Maria Piave —por entonces un novato en el oficio— que se eliminara de Ernani (primera ópera donde Verdi pudo elegir argumento) cualquier cosa superflua, dejando bien clara y perceptible la acción. Por tanto el compositor se involucró en el guion y dejó al poeta la redacción de los versos: del encadenamiento de los hechos, él sería prácticamente el responsable. Merece destacarse que Ernani es la primera ópera con “tema español”, aspecto que va a ser bastante recurrente en su producción.
Elegir como argumento un drama de Victor Hugo tenía desde luego su importancia. Hoy día y con perspectiva histórica, nos podemos dar cuenta de la preocupación del compositor por la base literaria de sus obras. Es un tema que llegaría a obsesionarle. Trabajó con piezas de Shakespeare, Schiller, Dumas, el Duque de Rivas, García Gutiérrez y Lord Byron. Obras que, en su mayor parte, están encuadradas en el pleno romanticismo con todas las características que ello conlleva. Victor Hugo era un poeta maldito, un vanguardista cuyas obras se consideraban subversivas e inmorales. Además, el hecho de que un bandido fuera el protagonista de una ópera era algo casi inconcebible para la época.
Ernani es una ópera romántica en el sentido literal de la palabra y eso resulta sospechoso a los ojos de nuestro siglo pero era perfectamente creíble en su tiempo donde dominaba el sentimiento romántico. El libreto se hace más y más dinámico de un acto a otro: el primer acto se prolonga por espacio de casi una hora e incorpora primero al tenor y luego a la soprano, donde establecen su personalidad y las emociones que les impulsan. Con la entrada del barítono y el bajo, la historia comienza a moverse y desde ese momento hasta el fin de la ópera, sucede en rápida progresión y se va desprendiendo de todos los elementos externos hasta llegar al último acto en que solo se enfrentan los tres protagonistas. La música de Verdi armoniza con los personajes y su dilema romántico, pero no puede ser calificada como ópera de charanga: posee un fuerte acento, contiene rudeza y extroversión pero también momentos verdaderamente líricos. En definitiva, el resultado global es una obra de bel canto de primera clase. 
La rápida progresión en la acción, da ocasión al músico para demostrar su inagotable talento melódico y su certera habilidad teatral: hasta llegar a Rigoletto, nunca una partitura verdiana estuvo tan colmada de melodía. Son melodías sencillas y también elaboradas, expresando sentimientos tradicionales (el honor, el trono sin amor, el desafío o la traición). Es un caudal de canto, a veces, gallardo y declamatorio, a veces, orgulloso y vehemente. Ernani viene a ser como la quintaesencia del Verdi juvenil por la espontaneidad, fuerza, energía y vitalidad de su inspiración. Casi no hay una página que parezca inferior a otra y tampoco hay momentos innecesarios y banales.
Su argumento —a diferencia de Nabucco e I Lombardi— no estimulaba el fervor patriótico pero hay un momento del coro, "Si ridesti il leon di Castiglia" (Que despierte de nuevo el león de Castilla), que pronto se transformó popularmente en (“Si ridesti il leon di Venezia”). También la célebre aria inicial de Elvira (“Ernani! Ernani, involami”) se tomaría —según cuenta la tradición bastantes años después— como un ruego a la joven Italia para que Víctor Manuel, rey del Piamonte, la liberara del abrazo aborrecido del Imperio Austro-Húngaro.
Los apuros vividos por Verdi para ponerse de acuerdo tanto en cantantes como en el tema a elegir en esta su quinta ópera, fueron múltiples. Pero Verdi, de apenas treinta años y un “recién llegado”, supo mantener con mano firme tanto a los cantantes como a la dirección del teatro y los resultados se justificaron ampliamente: Nabucco le había elevado —a los ojos de sus compatriotas— al primer rango entre los compositores nativos pero Ernani iba a hacerle internacionalmente famoso. El estreno fue un éxito pero Verdi esperaba más: la mala interpretación de los cantantes conspiró, sin duda, contra él.
Ernani permaneció durante largo tiempo en el repertorio italiano mientras que otras óperas de Verdi como Nabucco, Luisa Miller y el propio Macbeth se sumirían temporalmente en el olvido. ¿Cuál fue el secreto de su perdurable popularidad? Sin ninguna duda su fértil melodismo, emparejándose con otra de las óperas favoritas del siglo: Il Trovatore. También tiene mucho que ver en ambas la gran dificultad de sus líneas vocales.
Con Ernani, Verdi impuso la vitalidad de la narración vocal y un romanticismo que se acercaba a la sensibilidad tanto de los protagonistas como del resto de los humanos de aquel tiempo y constituyó un firme paso en la afirmación de las ideas del autor, que ya empezaba a separarse de lo establecido, desarrollando el llamado “estilo verdiano” pues siguió dando importancia a las voces pero la partitura orquestal comenzó a cobrar mucha más fuerza.